# مرسيدس بنز أف125
مرسيدس بنز أف125 هي سيارة مبتكرة كشف النقاب عنها الصانع الألماني مرسيدس بنز عام 2011 في احتفاليته بالذكرى ال125 عاماً على تأسيس الشركة. تتمتع السيارة بتقنية هجينة تعمل بنظام خلية الوقود تتألف من بطارية ليثيوم سولفور، خزان هيدروجين يتيح للسيارة قطع مسافة 1000 كيلومتر في المرة الواحدة لتزويدها بالوقود الهيدروجيني، وأربع محركات كهربائية تولد 308 حصان الأمر الذي يمكن السيارة من الانطلاق إلى سرعة 100 كلم/س خلال 4.9 ثواني في طريقها إلى سرعة قصوى تبلغ 220 كلم/ساعة. تتميز السيارة الجديدة بان لديها أبواب مجنحة تنفتح نحو الأعلى، وبمقصورة فاخرة تتسع لأربعة ركاب.